# 나카토사정
나카토사정(일본어: 中土佐町)은 일본 고치현 다카오카군에 속한 정이다.

## 지리
고치현 중서부의 도사만과 접하는 정이다.

## 역사
- 1957년 7월 1일 - 구레정·가미노카에정이 합병해 나카토사정이 탄생하였다.
- 2006년 1월 1일 - 나카토사정·오노미촌이 합병해 새로운 나카토사정이 되었다.

## 교통

### 철도
- 시코쿠 여객철도 도산선

### 도로
- 국도 56호선